# Crisi di Timor Est del 1999
La crisi di Timor Est del 1999 fu una crisi internazionale verificatasi nel 1999 a Timor Est, al tempo provincia dell'Indonesia, durante l'occupazione di Timor Est da parte delle forze armate indonesiane.
Cominciò con attacchi di anti-indipendentisti contro la popolazione civile, per poi degenerare in atti di violenza più generalizzati nell'intero paese, e in particolare nella capitale Dili. La violenza scoppiò dopo che la maggior parte dei cittadini votanti scelse l'indipendenza dall'Indonesia attraverso il referendum. Si stima che circa 1.400 civili siano morti. Una forza delle Nazioni Unite detta INTERFET e composta per la maggior parte da personale militare australiano fu dispiegata in Timor Est per ristabilire l'ordine pubblico e mantenere la pace.

## Cronologia degli avvenimenti

### Il referendum per l'indipendenza
Nel 1999, il governo indonesiano ha deciso, spinto da pressioni internazionali, d'indire un referendum per stabilire il futuro di Timor Est. Il Portogallo, antico colonizzatore della parte orientale dell'isola, ha cominciato ad attirare dalla propria parte alcuni stati alleati, prima all'interno dell'Unione europea, e poi da ogni altra parte del mondo, per mettere sotto pressione l'Indonesia. Il referendum, svoltosi il 30 agosto sotto il controllo di una missione delle Nazioni Unite detta UNAMET e composta da osservatori internazionali, ha espresso una chiara maggioranza dei votanti (78.5%) a favore dell'indipendenza, rifiutando l'offerta alternativa di costituire una provincia autonoma dell'Indonesia, denominata Regione Autonoma Speciale di Timor Est.

### Lo scoppio della crisi e le violenze
Subito dopo quest'evento, la Milizia di Timor-Est favorevole all'integrazione, supportata dalle forze militari indonesiane, cominciò una campagna di violenze e guerriglia contro la popolazione civile. All'incirca 1.400 esttimoresi furono uccisi e 300.000 furono condotti a forza nella zona occidentale dell'isola come rifugiati. La maggior parte delle infrastrutture della nuova nazione, così come le case, i sistemi d'irrigazione e di forniture idriche, elettriche e le scuole furono distrutte. Secondo Noam Chomsky: «In un mese, queste massicce operazioni militari uccisero circa 2.000 persone, violentarono centinaia di donne e ragazze, sfollarono tre quarti della popolazione, e demolirono il 75% delle infrastrutture del paese».

### L'intervento internazionale: INTERFET ed UNTAET
Il 20 settembre 1999 le forze australiane per il mantenimento della pace della Forza Internazionale di Timor Est (INTERFET) si dispiegarono nel paese e misero fine alle violenze. Gli attivisti in Portogallo, Australia, Stati Uniti e ovunque spinsero i governi a prendere parte, col presidente degli Stati Uniti Bill Clinton, per la trattativa con l'Indonesia, grazie all'aiuto di aiuti concessi dal Fondo Monetario Internazionale per fare fronte alla crisi finanziaria asiatica.
Il governo indonesiano acconsentì al ritiro delle sue truppe e accettò una forza internazionale a Timor per portare la vita quotidiana della popolazione alla normalità. Era chiaro che le Nazioni Unite non avevano sufficienti risorse per combattere le forze militari direttamente. Tuttavia Le Nazioni Unite autorizzarono la creazione di una forza internazionale conosciuta come INTERFET, con la risoluzione numero 1264 del Consiglio di Sicurezza. Le truppe furono formate da 17 nazioni, con circa 9.900 uomini in totale. 4.400 provenivano dall'Australia, ed i restanti soprattutto dal Sud-Est Asiatico. La forza fu comandata dal Generale Maggiore Peter Cosgrove. Le truppe sbarcarono a Timor Est il 20 settembre 1999.

### La fine
Ad ottobre 1999 poi le Nazioni Unite assunsero l'amministrazione di Timor Est con la United Nations Transitional Administration in East Timor (UNTAET) che amministrò il Paese per un periodo di circa due anni, al termine del quale il controllo passò alle nuove autorità di Timor Est, che il 20 maggio 2002 proclamò la sua indipendenza.